# Benno Bartocha
Benno Bartocha (* 10. Juni 1936 in Mischline; † 4. November 2020 in Neubrandenburg) war ein deutscher Fotograf.

## Leben
Von 1951 bis 1953 absolvierte Bartocha eine Maurerlehre bei der Bauunion Waren/Neubrandenburg und arbeitete bis 1956 als Maurer, danach war er bei der FDJ-Kreisleitung erst als Instrukteur, dann als Sekretär tätig. 
Von 1962 bis 1971 war Bartocha als Redakteur der Freien Erde Neustrelitz/Neubrandenburg angestellt, von 1970 bis 1974 absolvierte er ein Fernstudium an der Hochschule für Grafik und Buchkunst in Leipzig und arbeitete dann bis 1990 als Bildjournalist bei der Nachrichtenagentur ADN, nach 1990 bis zum Ruhestand als Bildjournalist beim Nordkurier. 1991 baute er die Lokalredaktion Usedom Kurier in Heringsdorf auf.
Benno Bartocha lebte in Neuendorf bei Neubrandenburg (heute Ortsteil von Wulkenzin) und war seit 1978 mit Marie-Luise Marlies Bartocha (geb. Jantschik) verheiratet. Seine Tochter ist die Naturfotografin Sandra Bartocha.

## Werk
Bartochas Schwerpunkt war Presse- und Dokumentarfotografie. Seine Bildarbeiten über Alltag und Ereignisse in der DDR waren sowohl in beiden deutschen Staaten, als auch international hoch anerkannt und gelten heutzutage als wichtige zeitgeschichtliche Zeugnisse.
Bartocha hatte bis 1990 zahlreiche Veröffentlichungen in den Fotozeitschriften Fotokino-Magazin und Fotografie und stellte mehrmals bei der nationalen Fotoausstellung Akt & Landschaft in Potsdam aus, dazu leitete viele Jahre den Fotoclub Neubrandenburg, einen Verein mit Schwerpunkt künstlerischer und zeitgeschichtlicher Bilddokumentation der Region.

## Veröffentlichungen (Auswahl)
- Neubrandenburg-Stadtführer, Herausgeber: Neubrandenburg-Information 1974, Fotos von Benno Bartocha
- Mit der Partei gewachsen / SED: zum 30. Jahrestag d. Gründung, Kreisleitung Neubrandenburg d. SED 1976, Fotos von Benno Bartocha
- Hverdag i de to Tysklande (Alltag in den beiden Deutschlanden), Herausgeber: Schulradio für das dänische Bildungsministerium 1979, Fotos: Benno Bartocha, Wilfrid Grote
- Eine rote Brause bitte, Steffen Verlag 2006, Bildband Neubrandenburg 1960–90, ISBN 978-3-937669-95-3
- Bitte noch eine rote Brause, Steffen Verlag 2006, Bildband Neubrandenburg 1960–90, ISBN 978-3-940101-00-6
- Rote Brause Bd. 3, Steffen Verlag 2007, Bildband Neubrandenburg 1960–90, ISBN 978-3-940101-12-9
- Rote Landbrause, Steffen Verlag 2007, Bildband Burg Stargard, Friedland, Brunn, Cölpin, Dewitz, Kotelow, Neuendorf, Sadelkow, Trollenhagen, Wulkenzin 1960–90, ISBN 978-3-940101-17-4
- Rote Brause Nr. Fünf, Steffen Verlag 2008, Bildband Neubrandenburg 1960–90, ISBN 978-3-940101-24-2
- Burg Stargard: Gesichter einer mecklenburgischen Stadt, Bildband, Steffen Verlag 2006, Bildband, ISBN 978-3-940101-46-4
- Rote Landbrause Teil 2, Steffen Verlag 2010, Bildband Burg Stargard, Brohm ... 1960–90, ISBN 978-3-940101-89-1
- Rote Brause Bezirk Neubrandenburg, Steffen Verlag 2010, Bildband Bezirk Neubrandenburg 1970–1990, Band 11 der Edition Rote Brause, ISBN 978-3-940101-67-9
- Neustrelitz und Umgebung, Steffen Verlag 2011, Bildband als Band 17 der "Roten Brause"  1960–90, ISBN 978-3-942477-13-0

## Bildbeispiele

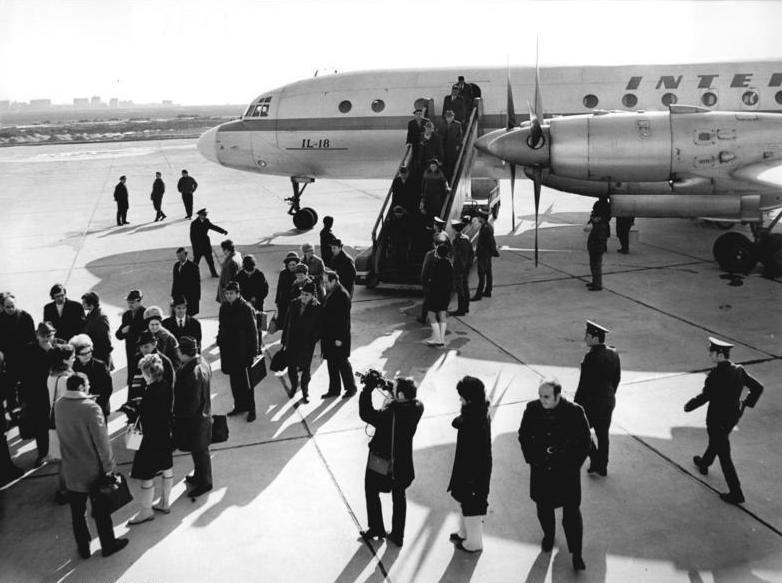
Flughafen Leipzig zur Messe 1971
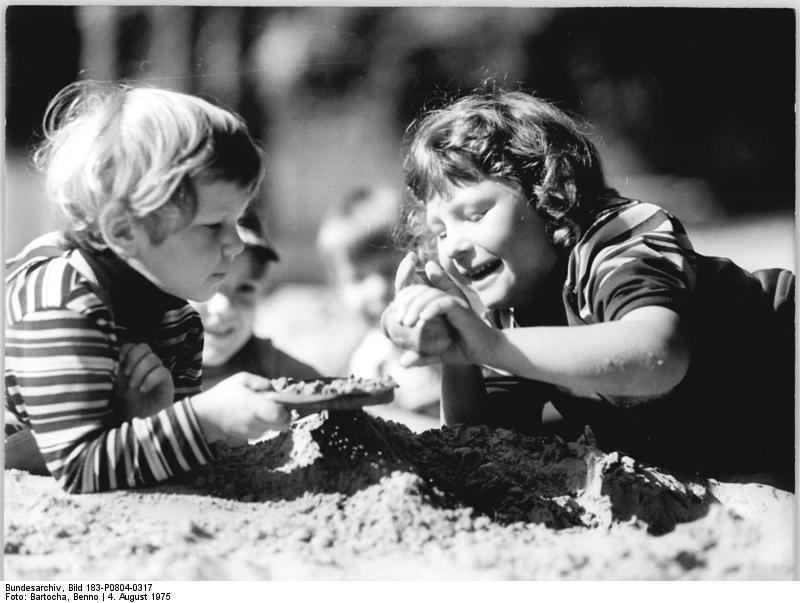
Kindergartenkinder 1975
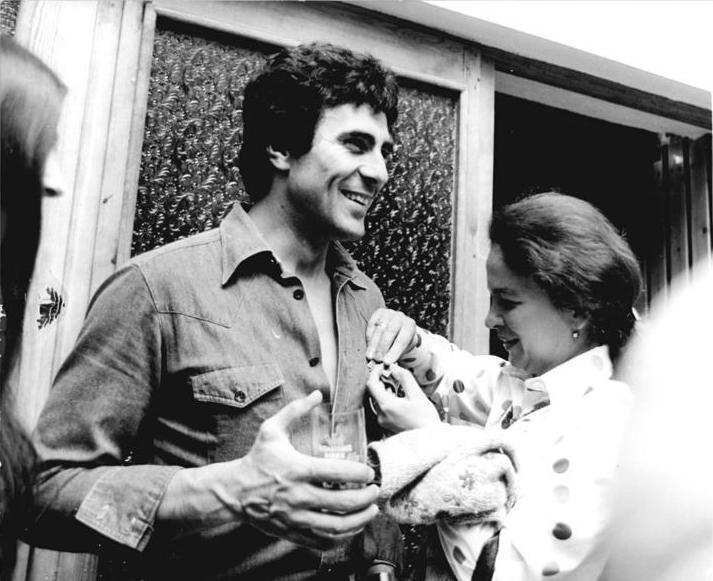
Gojko Mitic 1978 in Neubrandenburg
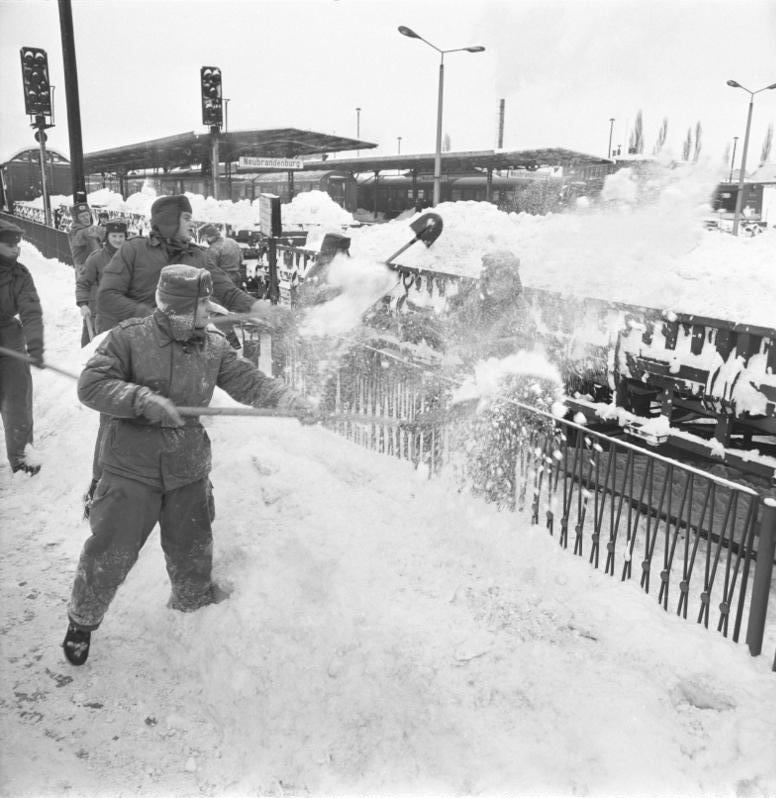
NVA-Soldaten beim Schneeräumen in Neubrandenburg, während der Schneekatastrophe in Norddeutschland 1978
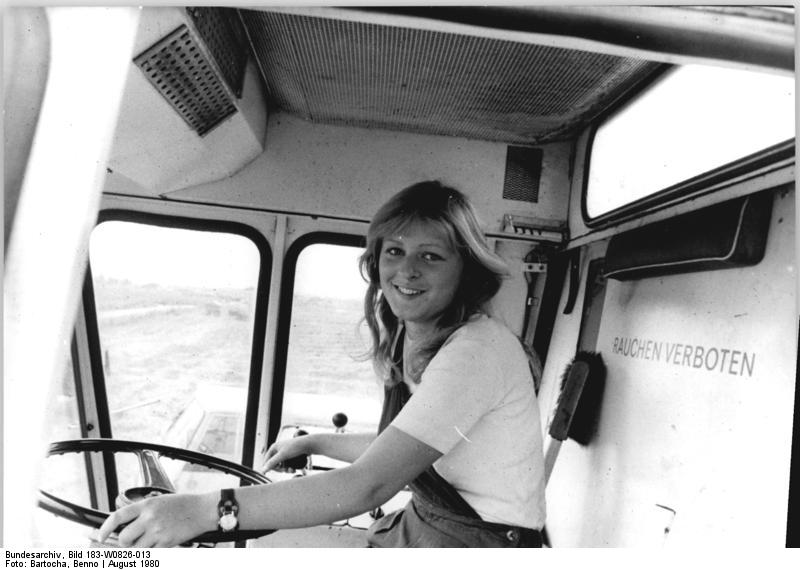
Lehrling als Mähdrescherfahrerin 1980
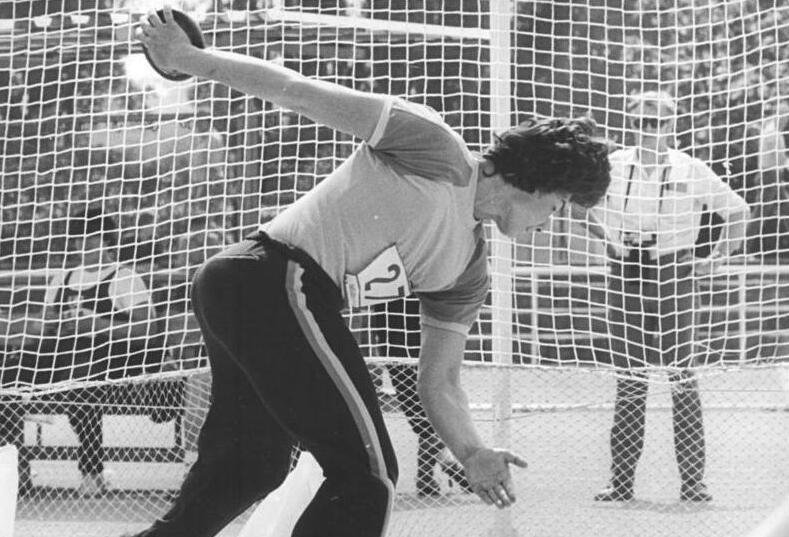
Gisela Beyer 1983
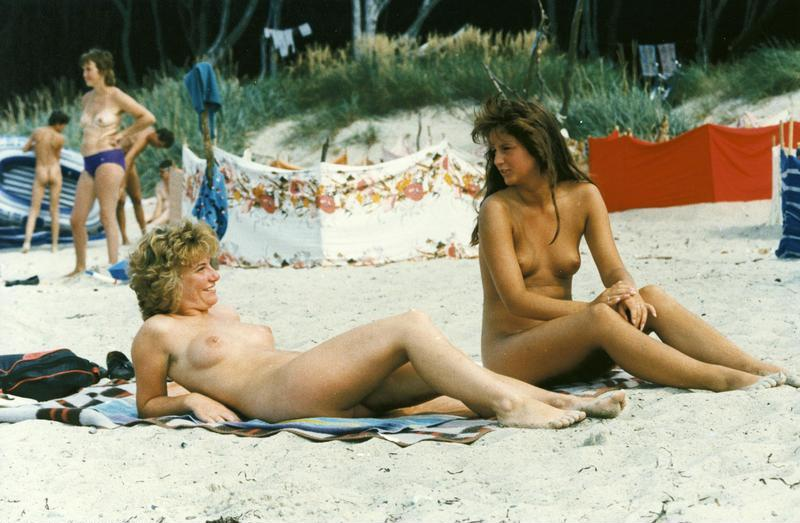
FKK-Anhängerinnen an der Ostsee 1988
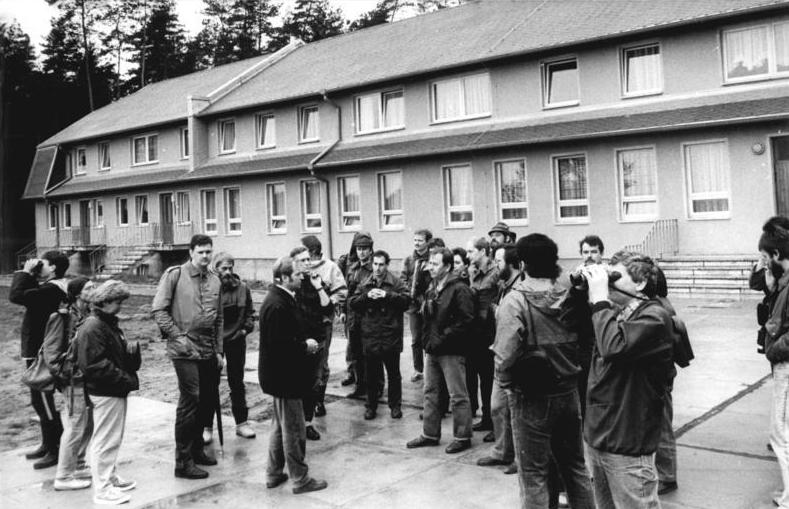
Naturschutzhelfer an der Müritz 1990